# Остров Чаячий
Остров Чаячий — памятник природы регионального значения Сахалинской области, образован решением Сахалинского облисполкома, расположен на песчаном острове Чаячий Набильского залива. На острове расположена самая крупная в Сахалинской области смешанная колония алеутской и речной крачек. Остров служит местом отдыха во время сезонных перелетов птиц.
Основные черты природы: памятник природы представляет собой остров песчаного происхождения, лишенного древесной растительности, поросшего травами и мелкими кустарничками.
Охраняемые объекты: Колонии гнездящихся 2 видов крачек — речной и алеутской, занесённых в Красную книгу Российской Федерации.